# 台湾须鼬鳚
台湾须鼬鳚（学名：Brotula formosae or Brotula multibarbata formosae）为蛇鳚科须鼬鳚属的鱼类。分布于台湾等。该物种的模式产地在台湾基隆。

## 扩展阅读
維基物種上的相關：台湾须鼬鳚